# ARL V 39
ARL V 39はフランスの試作戦闘車両である。第二次世界大戦の前、この車両は新しい自走突撃砲の要望に応えて設計されたものである。ARL 1940 V939 40という名称も残る。2両のみが完成し、また75mm野砲の改修版と7.5mm機銃を搭載した機能試験車両も作られていた。開発計画はARL40として知られていたが、ARL-44重戦車とのつながりは無い。設計は1935年、2両の試作車の完成は1940年である。ただし、この後フランスがドイツに占領されたため量産はキャンセルされ、試作車はモロッコへ送られ、本開発計画は中止された。

## 開発
開発計画が開始されたのは1935年中頃だった。これは、フランス軍が新規に自走式の歩兵支援を行なえる突撃砲を要望したことによる。当時、こうした任務を行なえる戦車は存在しておらず、製造会社は既存の中戦車を利用して設計案を提示した。ソミュア社では中型騎兵戦車ソミュアS35の車体をベースとしてSAu 40を開発し、ARL社ではシャールB1重戦車の部品を流用してARL40を開発した。
ARL V 39はARL40計画の仕様に合わせて開発を完了した唯一の車両である。最初の車両は軟鋼で製造され、完成したのは1938年6月である。陸軍による試験は1939年3月23日から25日に行われた。試験は成功し、計画は量産に移ることが承認された。当初の発注数は72両である。うち24両は非武装の指揮車両となる予定だった。
9月27日、部隊編成が変更、12両のグループを作り、これを2個部隊に分割した。部隊は車両3両で作られる2個砲隊から成っていた。さらに各グループに追加の指揮車両を置くことが認められた。1939年10月、フランスの首相エドゥアール・ダラディエは修正を施した命令を発した。内容は、1940年10月に最初の5両が部隊配備されること、さらに毎月10両の生産に着手することだった。
しかし、フランス侵攻が1940年5月に始まり、この時点で戦闘準備が整っていたARL V 39はまだ存在していなかった。2両の稼働する試作車両がモロッコに輸送され、トンネル内に隠された。この2両がアフリカに到着したことは確認されているが、その後の運命は不明である。フランスの占領が続いたことにより、以降のARL 40計画の開発は停止させられた。
ソミュア社のSAu 40計画もまた試験を通過し、同様に36両の発注が認められた。うち12両が非武装の指揮車両とされている。これらは当初、ARL V 39と並んで大隊編成にするものとされた。しかし、ARL V 39に使われている75mm高初速APX砲を、SAu 40に搭載するにあたって問題が起こり、結局、1940年5月、この36両製造の命令はキャンセルされた。当初の任務はARL V 39が担当し、代わりにSAu 40は47mm mle 1937野砲を用いて戦車駆逐車となる新たな任務が与えられた。SAu　40はこの仕様で72両が発注されたものの、生産に至ることは無かった。

## 兵装
ARL V 39にはピュトー工廠製75mm高初速APX砲が搭載された。これは75mm 1929砲郭式要塞砲を改修したものだった。砲口初速は榴弾が400m/s、徹甲弾は初速570m/sに達した。貫通力試験で、徹甲弾には射程1,000mにて50mmの貫通力があると判明した。機器類には2種類の照準装置、ステレオ式測距装置が装備されており、射程2,000mまで砲撃ができた。左右射界は7度、俯仰は-10度から30度である。行進する際、主砲の砲身を車内に引き込んでおくことができ、車体長を縮めることができた。主砲は半自動式の閉鎖機構を持ち、データ記録装置を装備していた。

## 登場作品

### ゲーム
『World of Tanks』
フランス駆逐戦車ARL V39として開発可能。

## 関連書籍
- Touzin, Pierre (1979). Les vehicules blindes francais, 1900?1944. France: EPA Editions. ISBN 2851200941